# Won't Go Home Without You
Won't Go Home Without You e третият сингъл на Maroon 5 от техния втори студиен албум It Won't Be Soon Before Long. Видеото излиза в ефира през октомври 2007.